# Europäische Masthuhn-Initiative
Die Europäische Masthuhn-Initiative (MHI oder auch EMI), engl. European Chicken Commitment (ECC), hat das Ziel, Tierschutzstandards in der Hühnermast anzuheben. Sie wurde von europäischen Tierschutzorganisationen ins Leben gerufen. Unternehmen, die der Initiative beitreten, verpflichten sich, die Kriterien der MHI in ihren Lieferketten umzusetzen.

## Kriterien
Die Kriterien der Europäischen Masthuhn-Initiative beinhalten Vorgaben zum Platz- und Lichtangebot im Stall, zu Sitzstangen und Beschäftigungsmaterial sowie zum Schlachtvorgang. Die Kriterien verbieten zudem die Verwendung qualgezüchteter Hühnerrassen und -linien. Mit den Verbesserungen sollen die größten Tierschutzprobleme in der Hühnermast angegangen und die schlimmsten Leiden der Masthühner gemindert werden. Die Kriterien stellen einen Kompromiss aus Tierschutzforderungen und wirtschaftlicher Machbarkeit dar.
- Besatzdichte max. 30 kg/m² (bis zu 20 Tiere)
- maximal einmal Vorgreifen pro Mastdurchgang (Herausfangen eines Teils der Tiere für die Schlachtung)
- Verwendung von Rassen oder Hybridlinien, die erhöhte Tierschutz-Kriterien erfüllen (robuster und weniger schnell wachsend)
- Mindestlichtstärke von 50 Lux, inklusive Tageslicht
- mind. zwei Meter nutzbare Sitzstangen und zwei Pickmöglichkeiten pro 1000 Tiere
- mind. Erfüllung der Auflagen zur Gewährleistung der Luftqualität, die in Anhang II 3 der EU-Richtlinie zum Schutz von Masthühnern gefordert werden (Ammoniakkonzentration max. 20 ppm und Kohlendioxidkonzentration max. 3000 ppm), unabhängig von der tatsächlichen Besatzdichte
- keine Käfige oder andere Haltungssysteme mit mehreren Ebenen
- Anwendung von Betäubung in kontrollierter Atmosphäre mittels inerter Gase oder mehrstufiger Systeme oder effektive elektrische Betäubung ohne Kopfüberhängen
- Nachweis der Einhaltung obiger Standards durch Audits unabhängiger Dritter und jährliche öffentliche Berichterstattung zum Fortschritt im Rahmen dieser Selbstverpflichtung

Die Kriterien müssen bis 2026 erfüllt werden. Für Unternehmen, die sich nach dem 31. Dezember 2023 verpflichten, kann ein längerer Zeitraum festgelegt werden.

## Teilnehmende Unternehmen
Die Zahl der Unternehmen, die der MHI, dem ECC oder dem BCC (siehe unten) beigetreten sind, liegt weltweit bei mehr als 600. Dazu gehören Lebensmittelproduzenten, Gastronomie, Catering, Hotels, Studierendenwerke, Einzelhändler, Großhändler und auch Lieferanten. Einige Beispiele sind Dr. Oetker, Nestlé, Unilever, Ikea, KFC, Subway und Aldi.

## Hintergrund
Die Europäische Masthuhn-Initiative wird von rund 40 europäischen Organisationen unterstützt, darunter in Deutschland die Albert Schweitzer Stiftung für unsere Mitwelt, Animal Equality, der Deutsche Tierschutzbund, Provieh, ProVeg und Vier Pfoten.
Im Vereinigten Königreich wird die Europäische Masthuhn-Initiative bzw. das European Chicken Commitment auch Better Chicken Commitment (BCC) genannt.